# Olov Hartmans studiokyrka
Olov Hartmans studiokyrka är en kyrkobyggnad som tillhör Sigtuna församling i Uppsala stift. Kyrkan stod tidigare i östra delen av Sigtuna. Numera flyttad till en placering bredvid Mariakyrkan, Sigtuna

## Kyrkobyggnaden
Träkyrkan uppfördes efter ritningar av arkitekten Rolf Bergh år 1966 på prästgårdens tomt- granntomt till Sigtunastiftelsen - som studio för arbetet i det årets konferens om kyrkoarkitektur och kyrkorumskonst. Även som studio för Olov Hartmans och regissören Tuve Nyströms kyrkodramatiska utvecklingsarbete 1967 - 1970 med nya dramatexter: "Kontrapunkt", "On that day" och "Efter oss (syndafloden)".
Ursprungligen var den en gåva från storbyggmästaren Anders Diös till Sigtunastiftelsens dåvarande direktor Olov Hartman. 1979 skänktes kyrkan av Olov Hartman till Sigtuna församling och flyttades från Sigtunastiftelsen till ett parkområde i Östra Til bredvid förskolan Munkebo. 4 februari samma år invigdes kyrkan av kontraktsprost Einar Råberger och fick då namnet Tilkyrkan. Tillhörande klockstapel invigdes 31 maj 1982.
Kyrkan är en monteringsfärdig vandringskyrka och liknar till viss del en lappkåta. Kyrkorummet har en kvadratisk form och saknar fast inredning vilket erbjuder maximal flexibilitet. Alla hörnen består av fönster och under det pyramidformade taket löper en fönsterrad. Detta, enligt Rolf Bergh, för att visualisera avsaknad av " bärande väggar" - den bärande stommen utgörs av fyra bågar i limmat trä.
Kyrkan kom tidigt att användas vid utformningen av nya gudstjänstformer. Många av dagens gudstjänster i Svenska kyrkan har en liturgi som utvecklats i Olov Hartmans studiokyrka.
Då en förskola skulle byggas på den plats kyrkan var placerad så har kyrkobyggnaden flyttats till en placering bredvid Mariakyrkan, Sigtuna. I samband återöppnandet den 13 september 2014 fick kyrkan sitt nuvarande namn.